# WBSC男子ソフトボールワールドカップ
WBSC男子ソフトボールワールドカップ（WBSC Men's Softball World Cup）は世界野球ソフトボール連盟（WBSC）主催の男子ソフトボールの世界一決定戦の大会。

## 概要
当初は国際ソフトボール連盟（ISF）主催により4年に1度開催されていたが、WBSC主催として初開催となった2013年からは2年に1度に16チーム参加に変更された。
従来の大会名は世界男子ソフトボール選手権であったが、2022年大会からWBSC男子ソフトボールワールドカップに改称された。

## 歴代大会結果
| 回 | 年          | 開催地                               | 参加チーム数 | 優勝国                           | 準優勝国         | 日本成績 |
| -- | ----------- | ------------------------------------ | ------------ | -------------------------------- | ---------------- | -------- |
| 1  | 1966年      | メキシコ・メキシコシティ             | 11           | アメリカ                         | メキシコ         | 7位      |
| 2  | 1968年      | アメリカ合衆国・オクラホマシティ     | 10           | アメリカ                         | カナダ           | 10位     |
| 3  | 1972年      | フィリピン・マリキナ                 | 10           | カナダ                           | アメリカ         | 6位      |
| 4  | 1976年      | ニュージーランド・ロワーハット       | 7            | アメリカ カナダ ニュージーランド | -                | 4位      |
| 5  | 1980年      | アメリカ合衆国・タコマ               | 14           | アメリカ                         | カナダ           | 7位      |
| 6  | 1984年      | アメリカ合衆国・ミッドランド         | 16           | ニュージーランド                 | カナダ           | GS敗退   |
| 7  | 1988年      | カナダ・サスカトゥーン               | 14           | アメリカ                         | ニュージーランド | 5位      |
| 8  | 1992年      | フィリピン・マニア/パシッグ          | 17           | カナダ                           | ニュージーランド | 4位      |
| 9  | 1996年      | アメリカ合衆国・ミッドランド         | 22           | ニュージーランド                 | カナダ           | 3位      |
| 10 | 2000年      | 南アフリカ共和国・イーストロンドン   | 16           | ニュージーランド                 | 日本             | 準優勝   |
| 11 | 2004年      | ニュージーランド・クライストチャーチ | 15           | ニュージーランド                 | カナダ           | 6位      |
| 12 | 2009年      | カナダ・サスカトゥーン               | 16           | オーストラリア                   | ニュージーランド | 6位      |
| 13 | 2013年      | ニュージーランド・オークランド       | 16           | ニュージーランド                 | ベネズエラ       | 6位      |
| 14 | 2015年      | カナダ・サスカトゥーン               | 16           | カナダ                           | ニュージーランド | 6位      |
| 15 | 2017年      | カナダ・ホワイトホース               | 16           | ニュージーランド                 | オーストラリア   | 6位      |
| 16 | 2019年 詳細 | チェコ・プラハ                       | 16           | アルゼンチン                     | 日本             | 準優勝   |
| 17 | 2022年      | ニュージーランド・オークランド       | 12           | オーストラリア                   | カナダ           | 7位      |
| 18 | 2025年      | カナダ · プリンス・アルバート        |              |                                  |                  |          |